# 송곡여자고등학교
송곡여자고등학교(松谷女子高等學校)는 대한민국 서울특별시 중랑구 망우동에 위치한 사립 고등학교이다.

## 학교 연혁
- 1970년 1월 : 학교법인 송곡학원 인가
- 1970년 1월 : 초대 왕학수 이사장 취임
- 1972년 12월 : 송곡여자고등학교 설립 인가
- 1973년 3월 : 제1회 신입생 입학식, 초대 왕표순 교장 취임
- 1976년 2월 : 제1회 졸업식 (459명)
- 2007년 10월 : 인조 잔디 하키구장 준공
- 2009년 12월 : 대강당 리모델링 완공
- 2010년 3월 : 과학수학 교과교실제 연구학교 지정
- 2017년 12월 : 제11대 유인세 교장 취임
- 2022년 2월 : 제47회 졸업식 (10학급 233명)

## 참고 자료
- 송곡여자고등학교 - 한국교육학술정보원 학교알리미